# Дробот Ігор Іванович
Ігор Іванович Дро́бот (13 березня 1969,  Борова — 25 травня 2017, Дніпро) — український військовик, прапорщик, водій у Київському військовому ліцеї імені Івана Богуна, учасник групи «Евакуація 200» цивільно-військового співробітництва ЗСУ в зоні АТО.
Помер від інсульту у шпиталі ім. Мечникова, м. Дніпро.

## Нагороди та вшанування
- Указом Президента України № 23/2017 від 3 лютого 2017 року «за особисту мужність і самовіддані дії, виявлені у захисті державного суверенітету та територіальної цілісності України, зразкове виконання військового обов'язку» нагороджений орденом «За військову службу Україні» (посмертно)[3].
- Меморіальну дошку Ігорю Дроботу встановлено в Київському військовому ліцеї ім. Богуна
- Його портрет розміщений на меморіалі «Стіна пам'яті полеглих за Україну» у Києві: секція 9, ряд 7, місце 32